# Kikinda
Kikinda (en serbe cyrillique : Кикинда ; en hongrois : Nagykikinda ; en roumain : Chichinda Mare ; en ruthène pannonien : Кикинда) est une ville et une municipalité de Serbie situées dans la province autonome de Voïvodine. Au recensement de 2011, elle comptait 37 676 habitants et la municipalité dont elle est le centre 59 329.
Kikinda est le centre administratif du district du Banat septentrional.

## Climat
La station météorologique de Kikinda, située à 81 m d'altitude, enregistre des données depuis 1875 (coordonnées 45° 51′ N, 20° 28′ E).
La température maximale jamais enregistrée à la station a été de 40 °C le 24 juillet 2007 et la température la plus basse a été de −29,8 °C les 23 et 24 janvier 1963. Le record de précipitations enregistré en une journée a été de 74,7 mm le 22 août 1989. La couverture neigeuse la plus importante a été de 46 cm les 18 et 19 janvier 1960.
Pour la période de 1961 à 1990, les moyennes de température et de précipitations s'établissaient de la manière suivante :
| Mois                                       | Janv | Fév  | Mars | Avr  | Mai  | Juin | Juil | Août | Sept | Oct  | Nov  | Déc  | Année |
| ------------------------------------------ | ---- | ---- | ---- | ---- | ---- | ---- | ---- | ---- | ---- | ---- | ---- | ---- | ----- |
| Températures maximales moyennes (°C)       | 2,4  | 6,0  | 11,6 | 16,9 | 22,4 | 25,0 | 27,3 | 27,1 | 23,5 | 17,6 | 9,6  | 4,3  | 16,1  |
| Températures moyennes (°C)                 | -0,9 | 1,9  | 6,3  | 11,2 | 16,7 | 19,3 | 20,9 | 20,5 | 16,8 | 11,4 | 5,4  | 1,3  | 10,9  |
| Températures minimales moyennes (°C)       | -4,1 | -1,6 | 1,6  | 5,8  | 10,7 | 13,4 | 14,6 | 14,3 | 11,1 | 6,3  | 1,8  | -1,7 | 6,0   |
| Moyennes mensuelles de précipitations (mm) | 34,9 | 33,5 | 37,3 | 46,4 | 56,3 | 87,0 | 63,3 | 46,7 | 40,0 | 37,2 | 41,2 | 38,3 | 562,1 |

## Le nom de la ville
La ville est mentionnée pour la première fois au XVe siècle sous le nom de Kokenyd. Le nom actuel apparaît sur une carte en 1718. Il pourrait provenir d'un mot hongrois désignant une plante appelée kokeny"et d'une vieille racine slave signifiant la tête.

## Histoire
L'histoire moderne de Kikinda peut être retracée à partir des années 1751-1753, à l'époque où fut établie la localité 
qui existe encore aujourd'hui. Le 12 novembre 1774, l'impératrice d'Autriche Marie-Thérèse, par une charte octroyant des privilèges, forma le district de Velikokindski, avec son siège à Kikinda.
En 1848-1849, Kikinda fait partie de la voïvodine de Serbie, une province autonome à l'intérieur de l'Empire austro-hongrois.
Entre 1849 et 1860, Kikinda fit partie du voïvodat de Serbie et du banat de Tamiš. En 1876, le district de Velikokindski fut supprimé et la ville releva de l'autorité directe du comitat de Torontál, qui avait comme centre administratif la ville de Veliki Bečkerek (aujourd'hui Zrenjanin).
Au recensement de 1910, Kikinda comptait 26 795 habitants, dont5 968 parlaient hongrois et 5 855 parlaient allemand.
En 1941, Kikinda fut occupée par les puissances de l'Axe et fut intégrée au banat autonome sous administration militaire de l'Allemagne nazie. La ville fut libérée le 6 octobre 1944 et elle fit alors partie de la province de Voïvodine, autonome au sein de la nouvelle république fédérative socialiste de Yougoslavie.

## Localités de la municipalité de Kikinda

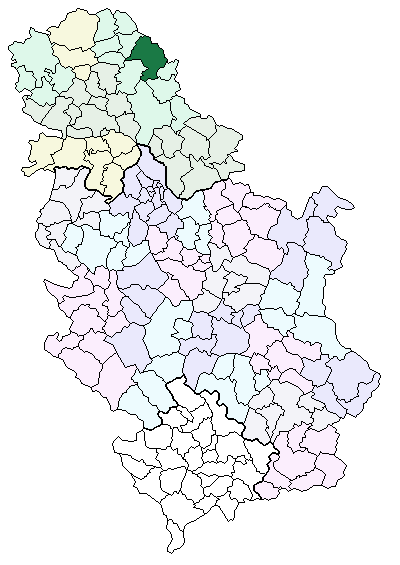
Localisation de la municipalité de Kikinda en Serbie
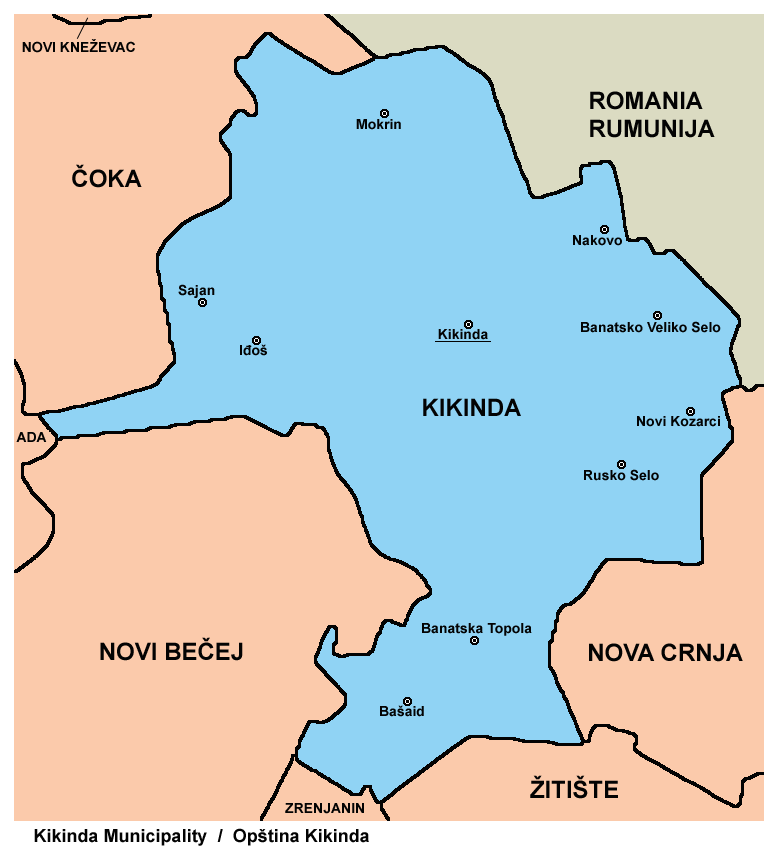
Localités de la municipalité de Kikinda

La municipalité de Kikinda compte 10 localités :
- Banatska Topola
- Banatsko Veliko Selo
- Bašaid
- Iđoš
- Kikinda
- Mokrin
- Nakovo
- Novi Kozarci
- Rusko Selo
- Sajan

Kikinda est officiellement classée parmi les « localités urbaines » (en serbe : градско насеље et gradsko naselje) ; toutes les autres localités sont considérées comme des « villages » (село/selo).

## Démographie

### Ville

#### Évolution historique de la population dans la ville
| 1948   | 1953   | 1961   | 1971   | 1981   | 1991   | 2002   | 2011   |
| ------ | ------ | ------ | ------ | ------ | ------ | ------ | ------ |
| 28 743 | 29 635 | 34 127 | 37 691 | 41 797 | 43 051 | 41 935 | 37 676 |

### Municipalité

#### Répartition de la population dans la municipalité (2002)
La plupart des localités de la municipalité possèdent une majorité de peuplement serbe. Une seule possède une majorité de Hongrois : Sajan (en hongrois : Szaján).

## Politique

### Élections locales de 2004
À la suite des élections locales de 2004, les sièges de l'assemblée municipale de Titel se répartissaient de la manière suivante :
| Parti                             | Sièges |
| --------------------------------- | ------ |
| Parti radical serbe               | 16     |
| Parti démocratique                | 6      |
| Liste « Union pour la Voïvodine » | 3      |
| Liste « Mouvement pour Kikinda »  | 3      |
| Parti socialiste de Serbie        | 3      |
| Alliance des Magyars de Voïvodine | 2      |
| G17 Plus                          | 2      |
| Parti démocratique de Serbie      | 2      |

### Élections locales de 2008
À la suite des élections locales serbes de 2008, les 39 sièges de l'assemblée municipale de Kikinda se répartissaient de la manière suivante, :
| Parti                                                                         | Sièges |
| ----------------------------------------------------------------------------- | ------ |
| Pour une Kikinda europpéenne                                                  | 23     |
| Parti socialiste de Serbie - Parti des retraités unis de Serbie - Serbie unie | 5      |
| Ensemble pour la Voïvodine - Ligue des sociaux-démocrates de Voïvodine        | 4      |
| Coalition hongroise                                                           | 3      |
| Parti radical serbe                                                           | 2      |
| Parti démocratique de Serbie                                                  | 2      |

Ilija Vojinović, membre du Parti démocratique du président Boris Tadić, qui conduisait la liste Pour une Kikinda européenne, variante locale de la coalition Pour une Serbie européenne soutenue par Tadić, a été élu président (maire) de la municipalité, assisté d'un vice-président en la personne de Miloš Latinović. Talpai Šandor, membre de la Coalition hongroise d'István Pásztor, a été élu président de l'assemblée municipale,.

## Architecture

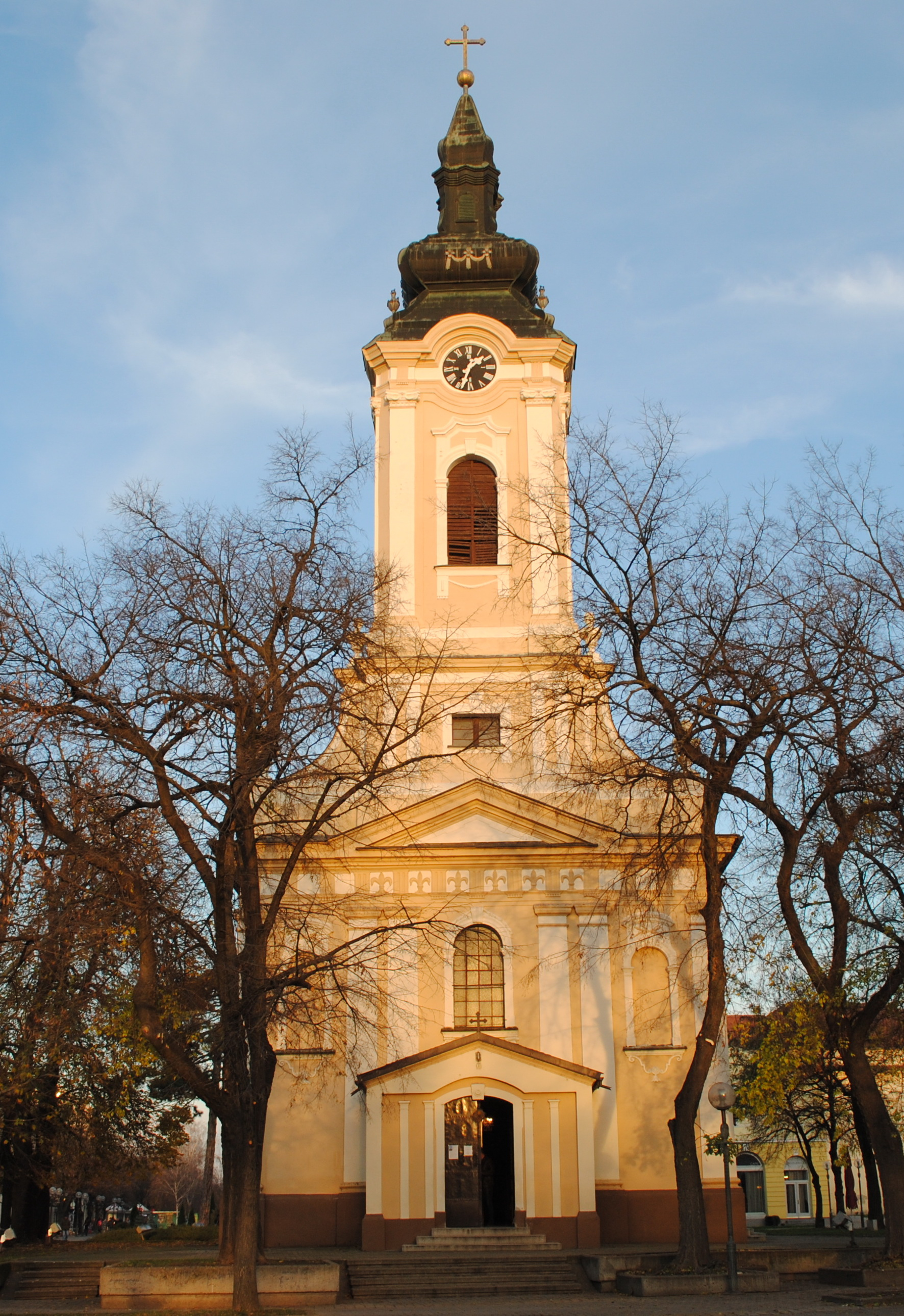
L'église orthodoxe serbe Saint-Nicolas

L'Église Saint-Nicolas, inscrite sur la liste des monuments culturels d'importance exceptionnelle de la Répbulique de Serbie, est située sur la place centrale de Kikinda ; elle a été construite dans la seconde moitié du XVIIIe siècle dans un style classique et abrite des peintures de Teodor Ilić Češljar.
L'église catholique fut commencée en 1808 et achevée en 1811.
La Suvača, située sur le territoire de la ville, est  un ancien moulin construit en 1899 et actionné par traction animale ; il est aujourd'hui classé.

## Culture

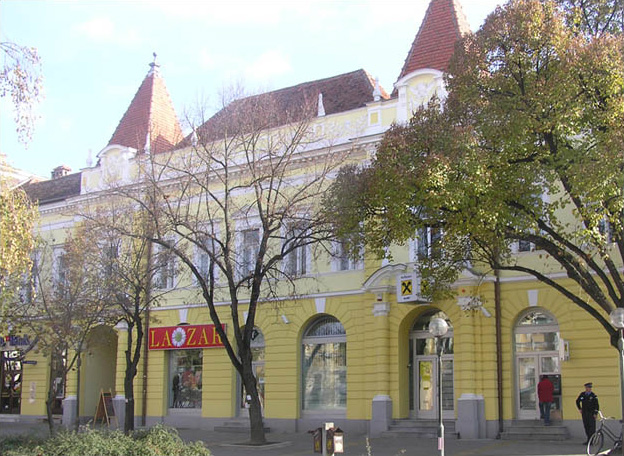
Le Théâtre national de Kikinda

Situé sur la place centrale de la ville, le Musée national de Kikinda (en serbe : Народни музеј Кикинда et Narodni musej Kikinda) est installé dans un bâtiment construit en 1839 ; ce bâtiment abrita la première curie de la ville, puis le gouvernement du district de Velikokikindski jusqu'à sa dissolution en 1876. En 1946, le Musée national de Kikinda et les Archives historique de Kikinda(Историјски арчив Кикинда et Istorijski archiv Kikinda) furent fondés et installés dans le bâtiment. Le Musée présente un grand nombre d'objets exposés dans quatre départements : archéologie, histoire, ethnologie et sciences naturelles. Il conserve un squelette de mammouth,, découvert à l'emplacement de la briqueterie de la ville en 1996. La Bibliothèque nationale Jovan Popović (Народна библиотека Јован Поповић et Narodna biblioteka Jovan Popović) a été créée en en 1845 ; en 1952, elle prit le nom de Jovan Popović, en l'honneur d'un éminent poète de Kikinda ; en plus de sa fonction de prêt de livres, la bibliothèque organise des rencontres littéraires, des promotions de livres, des séminaires, des conférences, des expositions. Elle a également publié plusieurs ouvrages.
Même si le Théâtre national de Kikinda (Народно позориште Кикинда et Narodno pozorište Kikinda) a été fondé en 1950. Mais en fait, la ville possède une longue tradition théâtrale : la ville a connu sa première représentation en 1796, avec une pièce en allemand. La première pièce en serbe fut jouée en 1834. Des représentations sont données tout au long de l'année et, l'été, la scène est installée dans les jardins du théâtre.

## Éducation
La municipalité de Kikinda dispose de 18 écoles maternelles (en serbe : Predškolske ustanove), dont 9 dans la ville proprement dite et 9 dans les localités voisines de Nakovo, Banatsko veliko selo, Novi Kozarci, Rusko selo, Mokrin, Bašaid, Sajan, Iđoš et Banatska Topola. La ville possède 8 écoles élémentaires (Osnovne škole), parmi lesquelles on peut citer l'école Đura Jakšić, l'école Feješ Klara, dans laquelle l'enseignement est donnée en hongrois, ou l'école Sveti Sava, dans les cours sont dispensés à la fois en serbe et en hongrois ; l'école 6. Oktobar prodigue des cours à des élèves à besoins spécifiques. Kikinda abrite également l'école de musique Slobodan Malbašk. Neuf autres établissements de ce genre sont ouverts dans les localités avoisinantes.
Tous les établissements d'études secondaires de la ville dispensent un enseignement en serbe. Le Lycée Dušan Vasiljev de Kikinda a ouvert ses portes en 1858 et propose un enseignement général ;  parmi les écoles plus spécialisées, on peut citer l'école technique Mihajlo Pupin (Tehnička škola Mihajlo Pupin) et l'école économique et commerciale, créée en 1947.
La ville possède également une école supérieure de formation des maîtres.

## Économie
Kikinda est le siège de la société Banini, qui fabrique diverses sortes de pâtisseries : gaufrettes, gâteaux, biscuits ; elle produit aussi des biscuits salés et toutes sortes de produits boulangers. Parmi les marques qui distribuent ses produits, on peut citer Noblice et Toto (biscuits), Tango (pâtes à tartiner à la noisette), Grete (pâtisserie), Njamb et Grom (gaufrettes), Rum Kasato (desserts) et Trik (crackers),.

## Tourisme

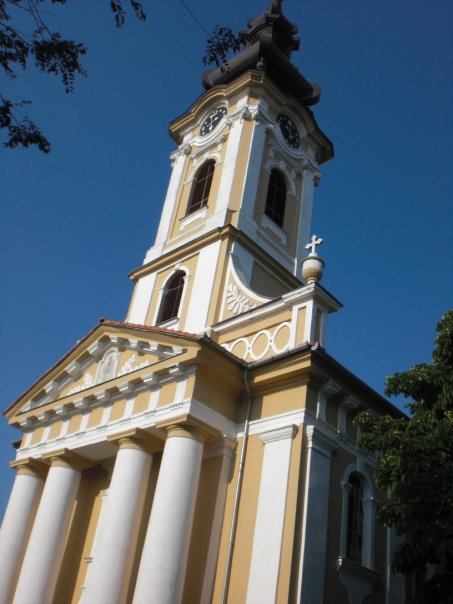
L'Église Saint-Michel-Archange de Mokrin

Sur le territoire de la municipalité se trouve l'Église Saint-Michel-Archange de Mokrin, construite au milieu du XVIIIe siècle et inscrite sur la liste des monuments culturels d'importance exceptionnelle de la Répbulique de Serbie ; l'iconostase de l'église a été peinte par Teodor Ilić Češljar.

## Médias

### Journaux et magazines locaux
- Kikindske Novine
- Kikindske
- Novo Vreme

### Télévisions locales
- TV VK
- TV Rubin

### Radios locales
- VK Radio (102,3 MHz)
- Radio Kikinda (98.3 et 104,8 MHz)
- Radio Ami (89.4 МHz)
- Kum Radio (101.1 МHz)

## Personnalités
- Mika Antić (1932-1986), poète, né à Mokrin près de Kikinda
- Jovan Ćirilov, dramaturge, poète, écrivain
- Vesna Čipčić, actrice
- Mladen Krstajić, footballeur
- Maja Latinović, mannequin
- Raša Popov, journaliste et reporter de télévision
- Jovan Popović, poète
- Srđan V. Tešin, écrivain et journaliste
- Goran Živkov, homme politique
- Srđan Srdić (né en 1977), romancier
- Jelena Blanuša (née en 1987), poétesse, lauréate du prix Branko en 2014

## Coopération internationale
Kikinda a signé des accords de partenariat avec les villes suivantes :
- Jimbolia (Roumanie)
- Kiskunfélegyháza (Hongrie)
- Kondoros (Hongrie)
- Medgidia (Roumanie)
- Nagydobos (Hongrie)
- Narvik (Norvège)
- Nazareth Illit (Israël)
- Prijedor (Bosnie-Herzégovine)
- Silistra (Bulgarie)
- Szolnok (Hongrie)
- Žilina (Slovaquie)